# Edward Mordake

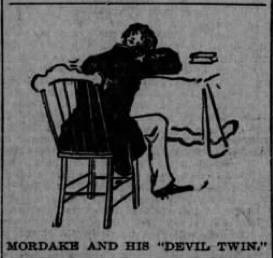
Illustration de Mordake dans le Boston Sunday Post, 1889

Edward Mordake (parfois orthographié Mordrake) est le sujet apocryphe d'une légende urbaine née au XIXe siècle en tant qu'héritier d'une pairie anglaise avec un visage à l'arrière de la tête. Selon la légende, le visage pouvait chuchoter, rire ou pleurer. Mordake a supplié à plusieurs reprises les médecins de le retirer, affirmant qu'il lui murmurait de mauvaises choses la nuit. Mordake s'est suicidé à l'âge de 23 ans. 

## Phénomène Internet
Aujourd'hui, cette histoire inventée refait surface sur Internet, souvent accompagnée de photos truquées et de prétendus squelettes du crâne de Mordake. Cependant, ces preuves se révèlent être sans aucune base historique réelle. Les images et récits qui circulent sur la toile sont des créations imaginaires, destinées à alimenter cette légende urbaine sans fondement.
Il est important de souligner que les éléments visuels et narratifs qui sont partagés en ligne ne sont que des fabrications modernes, conçues pour captiver et intriguer les internautes.

## Dans la culture
La chanson Poor Edward de Tom Waits (2002) fait référence à la légende d'Edward Mordrake.